# Coupe de Corée du Sud de football 2020
Navigation
Coupe de Corée du Sud 2019 Coupe de Corée du Sud 2021
La coupe de Corée du Sud de football 2020 est la 25e édition de la Coupe de Corée du Sud, compétition à élimination directe mettant aux prises des clubs de football amateurs et professionnels affiliés à la Fédération de Corée du Sud de football, qui l'organise. Elle est parrainée par Hana Bank, et est connue sous le nom de Hana Bank FA Cup. Elle commence le 14 mars et se termine le novembre 2020. Le vainqueur de la compétition(L'Équipe licensé par AFC seulement) est qualifié pour l'édition suivante de la Ligue des champions de l'AFC. 

## Résultats

### Premier tour
Les matches du premier tour se sont tenus les 9 mai 2020.
| Division       | Club                    | Score | Club                             | Division       |
| -------------- | ----------------------- | ----- | -------------------------------- | -------------- |
| K3 League (D3) | Chuncheon Citizen       | 4 - 0 | Byuksan Players                  | K5 League (D5) |
| K5 League (D5) | Winner Star             | 0 - 2 | Siheung Citizen                  | K4 League (D4) |
| K5 League (D5) | Ulsan Citizen           | 5 - 1 | Jaemix                           | K4 League (D4) |
| K3 League (D3) | Pyeongtaek Citizen FC   | 5 - 0 | Deokkyé Football Club            | K5 League (D5) |
| K3 League (D3) | Gimhae City             | 1 - 0 | Busan Transportation Corporation | K3 League (D3) |
| K5 League (D5) | SMC Engineering         | 3 - 1 | Haneul FC                        | K5 League (D5) |
| K5 League (D5) | Hyochang FC             | 5 - 2 | East Ulsan FC                    | K5 League (D5) |
| K4 League (D4) | Yeoju Citizen           | 1 - 3 | Daejeon Korail                   | K3 League (D3) |
| K5 League (D5) | Garam FC                | 0 - 4 | Songwol FC                       | K5 League (D5) |
| K4 League (D4) | Pocheon Citizen         | 1 - 3 | Changwon City                    | K3 League (D3) |
| K4 League (D4) | Goyang Citizen          | 3 - 1 | Séoul Jungrang FC                | K4 League (D4) |
| K5 League (D5) | Parangsae(Blue Bird) FC | 0 - 2 | Jeonju Citizen                   | K3 League (D3) |
| K4 League (D4) | Séoul Nowon United      | 3 - 4 | Chungju Citizen                  | K4 League (D4) |
| K4 League (D4) | Yangpyeong FC           | 2 - 3 | Mokpo City                       | K3 League (D3) |
| K4 League (D4) | Paju Citizen            | 3 - 0 | Yangju Citizen                   | K3 League (D3) |
| K4 League (D4) | Icheon Citizen          | 0 - 1 | Cheongju FC                      | K3 League (D3) |

### Deuxième tour
Les matches du deuxième tour se sont tenus les 6 juin 2020.
| Division       | Club                 | Score | Club                  | Division       |
| -------------- | -------------------- | ----- | --------------------- | -------------- |
| Ligue 2 (D2)   | Daejeon Hana Citizen | 3-0   | Chuncheon Citizen     | K3 League (D3) |
| Ligue 2 (D2)   | Ansan Greeners       | 3-0   | Siheung Citizen       | K4 League (D4) |
| K5 League (D5) | Ulsan Citizen        | 1-0   | Bucheon FC 1995       | Ligue 2 (D2)   |
| K3 League (D3) | Gyeongju Citizen     | 1-0ap | Pyeongtaek Citizen FC | K3 League (D3) |
| K3 League (D3) | Gimhae City          | 4-2   | Cheon-an City         | K3 League (D3) |
| K3 League (D3) | Gyeongju KHNP        | 4-0   | SMC Engineering       | K5 League (D5) |
| Ligue 2 (D2)   | Suwon FC             | 10-0  | Hyochang FC           | K5 League (D5) |
| K3 League (D3) | Hwaseong FC          | 4-2ap | Daejeon Korail        | K3 League (D3) |
| Ligue 2 (D2)   | Jeju United          | 4-0   | Songwol FC            | K5 League (D5) |
| Ligue 2 (D2)   | Séoul E Land FC      | 1-0   | Changwon City         | K3 League (D3) |
| Ligue 2 (D2)   | FC Anyang            | 2-0   | Goyang Citizen        | K4 League (D4) |
| Ligue 2 (D2)   | Chungnam Asan        | 1-0   | Jeonju Citizen        | K3 League (D3) |
| Ligue 2 (D2)   | Jeonnam Dragons      | 2-0   | Chungju Citizen       | K4 League (D4) |
| Ligue 2 (D2)   | Gyeongnam FC         | 4-3ap | Mokpo City            | K3 League (D3) |
| K4 League (D4) | Paju Citizen         | 2-4   | Gimpo Citizen         | K3 League (D3) |
| K3 League (D3) | Gangneung City       | 2-1   | Cheongju FC           | K3 League (D3) |

#### Résultats
| 6 juin 2020 | Daejeon Hana Citizen | 3-0 | Chuncheon Citizen | Stade de la Coupe du monde de Daejeon |                 |
| 19 h 0      |                      |     |                   | Spectateurs : 0                       | Spectateurs : 0 |

| 6 juin 2020 | Ansan Greeners | 3-0 | Siheung Citizen | Stade d'Ansan Wa~ |                 |
| 19 h 0      |                |     |                 | Spectateurs : 0   | Spectateurs : 0 |

| 6 juin 2020 | Ulsan Citizen | 1-0 | Bucheon FC 1995 | Stade d'Ulsan   |                 |
| 19 h 0      |               |     |                 | Spectateurs : 0 | Spectateurs : 0 |

| 6 juin 2020 | Gyeongju Citizen | 1-0ap | Pyeongtaek Citizen | Stade de Gyeongju |                 |
| 13 h 0      |                  |       |                    | Spectateurs : 0   | Spectateurs : 0 |

| 6 juin 2020 | Mairie de Gimhae | 4-2 | Cheon-an City | Stade de Gimhae |                 |
| 19 h 0      |                  |     |               | Spectateurs : 0 | Spectateurs : 0 |

| 6 juin 2020 | Gyeongju KHNP | 4-0 | SMC Engineering | Stade de Gyeongju |                 |
| 17 h 0      |               |     |                 | Spectateurs : 0   | Spectateurs : 0 |

| 6 juin 2020 | Suwon FC | 10-0 | Hyochang FC | Stade de Suwon  |                 |
| 19 h 0      |          |      |             | Spectateurs : 0 | Spectateurs : 0 |

| 6 juin 2020 | Hwaseong FC | 3-2ap | Daejeon Korail | Stade de Hwaseong 2 |                 |
| 16 h 0      |             |       |                | Spectateurs : 0     | Spectateurs : 0 |

| 6 juin 2020 | Jeju United | 4-0 | Songwol FC | Stade de la Coupe du Monde de Jeju |                 |
| 15 h 0      |             |     |            | Spectateurs : 0                    | Spectateurs : 0 |

| 6 juin 2020 | Séoul E Land FC | 1-0 | Mairie de Changwon | Séoul Sports Complèxe |                 |
| 20 h 0      |                 |     |                    | Spectateurs : 0       | Spectateurs : 0 |

| 6 juin 2020 | FC Anyang | 2-0 | Goyang Citizen | Stade d'Anyang  |                 |
| 15 h 0      |           |     |                | Spectateurs : 0 | Spectateurs : 0 |

| 6 juin 2020 | Chungnam Asan | 1-0 | Jeonju Citizen | Stade d'Yi Sunshin |                 |
| 19 h 0      |               |     |                | Spectateurs : 0    | Spectateurs : 0 |

| 6 juin 2020 | Jeonnam Dragons | 2-0 | Chungju Citizen | Stade de football de Gwangyang |                 |
| 15 h 0      |                 |     |                 | Spectateurs : 0                | Spectateurs : 0 |

| 6 juin 2020 | Gyeongnam FC | 4-3ap | Mairie de Mokpo | Centre de football de Changwon |                 |
| 19 h 0      |              |       |                 | Spectateurs : 0                | Spectateurs : 0 |

| 6 juin 2020 | Paju Citizen | 2-4 | Gimpo Citizen | Stade de Daejeon(Hanbatt), Daejeon |                 |
| 15 h 0      |              |     |               | Spectateurs : 0                    | Spectateurs : 0 |

| 6 juin 2020 | Gangneung City | 2-1 | Cheongju FC | Stade de Gangneung |                 |
| 19 h 0      |                |     |             | Spectateurs : 0    | Spectateurs : 0 |

### Troisième tour
Les matches du troisième tour se sont tenus 1er juillet 2020.
| Division       | Club                 | Score                   | Club             | Division       |
| -------------- | -------------------- | ----------------------- | ---------------- | -------------- |
| K League 2(D2) | Daejeon Hana Citizen | 2 - 0                   | Ansan Greeners   | K League 2(D2) |
| K5 League (D5) | Ulsan Citizen        | 0 - 2                   | Sangju Sangmu    | K League 1(D1) |
| K League 1(D1) | Pohang Steelers      | 1 - 0                   | Gyeongju Citizen | K3 League (D3) |
| K3 League (D3) | Gimhae City          | 0 - 2                   | Gyeongju KHNP    | K3 League (D3) |
| K League 2(D2) | Suwon FC             | 2 - 2ap 5 tirs au but 4 | Incheon United   | K League 1(D1) |
| K League 1(D1) | Busan IPark          | 4 - 0                   | Hwaseong FC      | K3 League (D3) |
| K League 2(D2) | Jeju United          | 3 - 2ap                 | Séoul E-Land     | K League 2(D2) |
| K League 2(D2) | FC Anyang            | 0 - 2                   | Daegu FC         | K League 1(D1) |
| K League 1(D1) | Seongnam FC          | 1 - 0                   | Chungnam Asan    | K League 2(D2) |
| K League 2(D2) | Jeonnam Dragons      | 4 - 0                   | Gyeongnam FC     | K League 2(D2) |
| K League 1(D1) | Gwangju FC           | 2 - 2ap 5 tirs au but 4 | Gimpo Citizen    | K3 League (D3) |
| K League 1(D1) | Gangwon FC           | 2 - 1ap                 | Gangneung City   | K3 League (D3) |

#### Résultats
| 1er juillet 2020 | Daejeon Hana Citizen                    | 2 - 0 | Ansan Greeners | Stade de la Coupe du Monde de Daejeon, Daejeon |                 |
| 19 h 0           | Park Jin-seob 57e · Yoon Sung-han 90+4e | (0-0) |                | Spectateurs : 0                                | Spectateurs : 0 |

| 1er juillet 2020 | Ulsan Citizen | 0 - 2 | Sangju Sangmu         | Stade d'Ulsan, Ulsan |                 |
| 19 h 0           |               | (0-1) | Park Dong-jin 34e 81e | Spectateurs : 0      | Spectateurs : 0 |

| 1er juillet 2020 | Pohang Steelers  | 1 - 0 | Gyeongju Citizen | Pohang Steel Yard, Pohang |                 |
| 19 h 0           | Lee Seung-mo 86e | (0-0) |                  | Spectateurs : 0           | Spectateurs : 0 |

| 1er juillet 2020 | Gimhae City | 0 - 2 | Gyeongju KHNP                          | Stade de Gimhae, Gimhae |                 |
| 19 h 0           |             | (0-1) | Shin Yeong-jun 18e · Lee Seung-min 49e | Spectateurs : 0         | Spectateurs : 0 |

| 1er juillet 2020 | Suwon FC                                   | 2 - 2 ap              | Incheon United                               | Stade de Suwon, Suwon |                 |
| 19 h 0           | Jeon Jeong-ho 7e · Kim Yeon-su 65e (csc)   | (1 - 0, 2 - 2, 2 - 2) | Lee Joon-suk 54e · Kang Sin-myeong 75e (csc) | Spectateurs : 0       | Spectateurs : 0 |
| 19 h 0           | Réussi · Réussi · Réussi · Réussi · Réussi | Tirs au but 5 - 4     | Manqué · Réussi · Réussi · Réussi · Réussi   | Spectateurs : 0       | Spectateurs : 0 |

| 1er juillet 2020 | Busan IPark                                                                 | 4 - 0 | Hwaseong FC | Stade Gudeok, Busan |                 |
| 19 h 0           | Vintecinco 22e · Hwang Jun-ho 37e · Jeon Bo-hun 41e (csc) · Kim Jin-kyu 77e | (3-0) |             | Spectateurs : 0     | Spectateurs : 0 |

| 1er juillet 2020 | Jeju United                                                   | 3 - 2 ap              | Séoul E-Land                       | Stade de la Coupe du Monde de Jeju, Seogwipo |                 |
| 19 h 0           | Lim Dong-hyuk 90+2e · Gong Min-hyun 90+4e · Jung Jo-gook 117e | (0 - 1, 2 - 2, 2 - 2) | Kim Jin-hwan 19e · Won Ki-jong 72e | Spectateurs : 0                              | Spectateurs : 0 |

| 1er juillet 2020 | FC Anyang | 0 - 2 | Daegu FC            | Stade d'Anyang, Anyang |                 |
| 19 h 0           |           | (0-1) | Kim Dae-won 30e 62e | Spectateurs : 0        | Spectateurs : 0 |

| 1er juillet 2020 | Seongnam FC | 1 - 0 | Chungnam Asan | Stade Tancheon, Seongnam |                 |
| 19 h 0           | Kiš 31e     | (1-0) |               | Spectateurs : 0          | Spectateurs : 0 |

| 1er juillet 2020 | Jeonnam Dragons                                                               | 4 - 0   | Gyeongnam FC |                 |                 |
| 19 h 0           | Kim Hyeon-ug 48e · Kristoffersen 61e (pen.) · Park Chan-yong 68e · Zoteev 81e | (0 - 0) |              | Spectateurs : 0 | Spectateurs : 0 |

| 1er juillet 2020 | Gwangju FC                                 | 2 - 2 ap              | Gimpo Citizen                              | Stade de la Coupe du monde de Gwangju, Gwangju |                 |
| 19 h 0           | Im Min-hyeok 25e · Choi Jun-hyeok 110e     | (1 - 0, 1 - 1, 2 - 1) | Kim Dong-chan 83e · Lee Ki-je 118e         | Spectateurs : 0                                | Spectateurs : 0 |
| 19 h 0           | Réussi · Réussi · Réussi · Réussi · Réussi | Tirs au but 5 - 4     | Réussi · Réussi · Réussi · Réussi · Manqué | Spectateurs : 0                                | Spectateurs : 0 |

| 1er juillet 2020 | Gangwon FC                             | 2 - 1 ap              | Gangneung City   | Stade de Gangneung, Gangneung |                 |
| 19 h 0           | Lee Yeong-jae 89e · Seo Min-woo 120+2e | (0 - 1, 1 - 1, 1 - 1) | Kim Dong-seob 8e | Spectateurs : 0               | Spectateurs : 0 |

### Quatrième tour
Les matches du quatrième tour se sont tenus 15 juillet 2020.
| Division       | Club                   | Score                   | Club                    | Division       |
| -------------- | ---------------------- | ----------------------- | ----------------------- | -------------- |
| K League 2(D2) | Daejeon Hana Citizen   | 1 - 1ap 2 tirs au but 4 | FC Séoul                | K League 1(D1) |
| K League 1(D1) | Sangju Sangmu          | 2 - 3ap                 | Pohang Steelers         | K League 1(D1) |
| K League 1(D1) | Ulsan Hyundai          | 2 - 0                   | Gyeongju KHNP           | K3 League (D3) |
| K League 2(D2) | Suwon FC               | 0 - 1                   | Busan IPark             | K League 1(D1) |
| K League 2(D2) | Jeju United            | 0 - 1ap                 | Suwon Samsung Bluewings | K League 1(D1) |
| K League 1(D1) | Daegu FC               | 1 - 1ap 2 tirs au but 4 | Seongnam FC             | K League 1(D1) |
| K League 1(D1) | Jeonbuk Hyundai Motors | 3 - 2ap                 | Jeonnam Dragons         | K League 2(D2) |
| K League 1(D1) | Gwangju FC             | 2 - 4                   | Gangwon FC              | K League 1(D1) |

#### Résultats
| 15 juillet 2020 | Daejeon Hana Citizen                                     | 1 - 1 ap          | FC Séoul                                                               | Stade de la Coupe du monde de Daejeon, Daejeon |                 |
| 19 h 0          | Baio 5e                                                  | (1-0, 1-1, 1-1)   | Park Chu-young 83e                                                     | Spectateurs : 0                                | Spectateurs : 0 |
| 19 h 0          | PARK Jin-seop · CHO Jae-cheol · Chapman · HWANG Jae-hoon | Tirs au but 2 - 4 | GO Yo-han · HAN Chan-hee · CHO Young-uk · Osmar Barba · PARK Chu-young | Spectateurs : 0                                | Spectateurs : 0 |

| 15 juillet 2020 | Sangju Sangmu                               | 2 - 3 ap        | Pohang Steelers                          | Stade municipal de Sangju, Sangju |                 |
| 19 h 0          | Jeong Jae-hee 31e · Heo Yong-jun 59e (pen.) | (1-1, 2-2, 2-2) | Iljutcenko 17e 119e · Choi Young-jun 65e | Spectateurs : 0                   | Spectateurs : 0 |

| 15 juillet 2020 | Ulsan Hyundai                       | 2 - 0 | Gyeongju KHNP | Stade d'Ulsan Munsu, Ulsan |                 |
| 19 h 30         | Johnsen 75e · Lee Dong-gyeong 90+3e | (0-0) |               | Spectateurs : 0            | Spectateurs : 0 |

| 15 juillet 2020 | Suwon FC | 0 - 1 | Busan IPark       | Stade de Suwon, Suwon |                 |
| 19 h 30         |          | (0-0) | Park Jong-woo 76e | Spectateurs : 0       | Spectateurs : 0 |

| 15 juillet 2020 | Jeju United | 0 - 1 ap        | Suwon Samsung Bluewings | Stade de la Coupe du monde de Jeju, Seogwipo |                 |
| 19 h 0          |             | (0-0, 0-0, 0-1) | Taggart 99e             | Spectateurs : 0                              | Spectateurs : 0 |

| 15 juillet 2020 | Daegu FC                                                       | 1 - 1 ap          | Seongnam FC                      | DGB Daegu Bank Park, Daegu |                 |
| 19 h 0          | Cesinha (footballer, born 1989)Cesinha 45e                     | (1-0, 1-1, 1-1)   | Lee Chang-yong 77e               | Spectateurs : 0            | Spectateurs : 0 |
| 19 h 0          | Dejan Damjanovic · SHIN Chang-mu · Nishi Tsubasa · KIM Dae-won | Tirs au but 2 - 4 | YANG Dong-hyeon · Tomislav Kis · | Spectateurs : 0            | Spectateurs : 0 |

| 15 juillet 2020 | Jeonbuk Hyundai Motors                            | 3 - 2 ap        | Jeonnam Dragons                    | Stade de la Coupe du monde de Jeonju, Jeonju |                 |
| 19 h 0          | Lee Seung-gi 17e · Son Jun-ho 96e · Kunimoto 100e | (1-0, 1-1, 3-2) | Lee Jong-ho 89e · Ha Seung-un 102e | Spectateurs : 0                              | Spectateurs : 0 |

| 15 juillet 2020 | Gwangju FC                        | 2 - 4 | Gangwon FC                                                    | Stade de la Coupe du monde de Gwangju, Gwangju |                 |
| 19 h 0          | Kim Hyo-gi 55e · Han Hee-hoon 73e | (0-3) | Jung Seok-hwa 23e · Lee Hyeon-sik 24e · Lee Yeong-jae 44e 76e | Spectateurs : 0                                | Spectateurs : 0 |

### Quarts de finale
Les matches des quarts de finale se sont tenus 29 juillet 2020.
| Division       | Club          | Score | Club                    | Division       |
| -------------- | ------------- | ----- | ----------------------- | -------------- |
| K League 1(D1) | Ulsan Hyundai | 3 - 0 | Gangwon FC              | K League 1(D1) |
| K League 1(D1) | FC Séoul      | 1 - 5 | Pohang Steelers         | K League 1(D1) |
| K League 1(D1) | Busan IPark   | 1 - 5 | Jeonbuk Hyundai Motors  | K League 1(D1) |
| K League 1(D1) | Seongnam FC   | 1 - 0 | Suwon Samsung Bluewings | K League 1(D1) |

| 29 juillet 2020 | Ulsan Hyundai                               | 3 - 0 | Gangwon FC | Stade d'Ulsan Munsu, Ulsan |                 |
| 19 h 30         | Yoon Bit-garam 52e 55e · Lee Chung-yong 84e | (0-0) |            | Spectateurs : 0            | Spectateurs : 0 |

| 29 juillet 2020 | FC Séoul            | 1 - 5 | Pohang Steelers                                                                   | Stade de la Coupe du monde de Séoul, Séoul |                 |
| 19 h 30         | Jung Hyun-cheol 32e | (1-1) | Song Min-kyu 13e · Kim Gwang-seok 32e · Iljutcenko 83e · Shim Dong-woon 90e 90+1e | Spectateurs : 0                            | Spectateurs : 0 |

| 29 juillet 2020 | Busan IPark           | 1 - 5 | Jeonbuk Hyundai Motors                                   | Stade Gudeok, Busan |                 |
| 19 h 0          | Gustavo Vintecinco 4e | (1-1) | Cho Gue-sung 28e · Han Kyo-won 47e · Gustavo 72e 77e 81e | Spectateurs : 0     | Spectateurs : 0 |

| 29 juillet 2020 | Seongnam FC | 1 - 0 | Suwon Samsung Bluewings | Stade Tancheon, Seongnam |                 |
| 19 h 0          | Kiš 73e     | (0-0) |                         | Spectateurs : 0          | Spectateurs : 0 |

### Demi-finales
Les matches des demi-finales se sont tenus 23 septembre 2020.
| Division       | Club                   | Score                   | Club            | Division       |
| -------------- | ---------------------- | ----------------------- | --------------- | -------------- |
| K League 1(D1) | Ulsan Hyundai          | 1 - 1ap 4 tirs au but 3 | Pohang Steelers | K League 1(D1) |
| K League 1(D1) | Jeonbuk Hyundai Motors | 1 - 0                   | Seongnam FC     | K League 1(D1) |

| 23 septembre 2020 | Ulsan Hyundai | 1 - 1 ap          | Pohang Steelers | Stade d'Ulsan Munsu, Ulsan |                 |
| 19 h 30           | Kim In-sung 52e | (0-1, 1-1, 1-1)   | Kim Tae-hwan 12e (csc)                                                                                                  | Spectateurs : 0            | Spectateurs : 0 |
| 19 h 30           | * Johnsen - Won Du-jae - Kim In-sung - Yoon Bit-garam - Júnior Negrão - Jung Seung-hyun - Lee Dong-gyeong - Hong Chul | Tirs au but 4 - 3 | * Iljutcenko - Sim Dong-Woon - Kang Sang-woo - Lee Seung-mo - Paločević - Kang Hyeon-mu - Choi Young-jun - Song Min-kyu | Spectateurs : 0            | Spectateurs : 0 |

| 23 septembre 2020 | Jeonbuk Hyundai Motors | 1 - 0 | Seongnam FC | Stade de la Coupe du monde de Jeonju, Jeonju |                 |
| 19 h 0            | Gustavo 11e            | (1-0) |             | Spectateurs : 0                              | Spectateurs : 0 |

### Finale
La finale aller a lieu le 6 novembre 2019, et la finale retour a lieu le 10 novembre 2019.
| Division       | Club          | Aller | Total       | Retour | Club                   | Division       |
| -------------- | ------------- | ----- | ----------- | ------ | ---------------------- | -------------- |
| K League 1(D1) | Ulsan Hyundai | 1 - 1 | 2 - 3(agg.) | 1 - 2  | Jeonbuk Hyundai Motors | K League 1(D1) |

## Synthèse

### Équipes par division et par tour
| Divisions / Manches | 1er tour | 2e tour | 3e tour | 4e tour | 1/4 de f. | 1/2 f. | Finale | Vainqueur |
| ------------------- | -------- | ------- | ------- | ------- | --------- | ------ | ------ | --------- |
| K League 1          | bye      | bye     | 8       | 11      | 8         | 4      | 2      | 1         |
| K League 2          | bye      | 10      | 9       | 4       | 0         | 0      | 0      | 0         |
| K3 League           | 10       | 14      | 6       | 1       | 0         | 0      | 0      | 0         |
| K4 League           | 11       | 4       | 0       | 0       | 0         | 0      | 0      | 0         |
| K5 League           | 11       | 4       | 1       | 0       | 0         | 0      | 0      | 0         |
| Total               | 32       | 32      | 24      | 16      | 8         | 4      | 2      | 1         |